# 문일봉
문일봉(文一峰, 1943년~2010년 6월)은 조선민주주의인민공화국의 정치인이다.

## 생애
1943년에 태어났다. 1998년 9월에 최고인민회의 제10기 대의원으로 선출되었으며, 10월에는 무역부의 대표로서 러시아에 주재했다. 1999년 2월 에 국가계획위원회 가계제정국 국장에, 2000년 10월 2일는 재정상에 임명되었다.
2001년 2월 12일에 개최된 제10회 백두산상 국제 피겨 제전에 조선피겨협회의 위원장으로서 참가했다.
2003년, 최고인민회의 제11기 대의원으로 재선되어 9월 3일 에 개최된 최고인민회의 제11기 제1회 회의에서 재정상에 재임되었다. 2005년 9월 24일에는 조선몽골친선협회 위원장으로서 대표단을 이끌고 몽골 을 방문했으며, 2008년에 재정상을 해임된 뒤 2010년 6월에 금융개혁 및 화폐개혁의 실패의 책임을 묻고 처형되었다.